# محافظت
محافظت عبارت است از حصول اطمینان از برقرار ماندن ارتباط بین ندهای شبکه از طرق مختلف. محافظت می‌تواند فیزیکی باشد (که با بحث افزونگی حاصل می‌شود) یا به صورت نرم‌افزاری حاصل شود.
محافظت انواع مختلف دارد که با استفاده از انواع مختلف افزونگی حاصل می‌شوند. انواع مشهور آن عبارت اند از N:۱ و N+۱ که در شیوهٔ عملکرد و مسیرهای جایگزین با هم متفاوت هستند.